# Adolph Runge
Adolph Bernhard Runge, auch Adolf Runge (* 14. März 1816 in Ludorf; † 12. Juni 1862 in Friedland (Mecklenburg)) war ein deutscher Mediziner und Abgeordneter des Vorparlaments.

## Leben
Adolph Runge wurde als jüngerer Sohn des Landwirts David Runge (* 1773) und dessen Frau, der Gutspächtertochter Sophie, geb. Otto (1785–1853) geboren und wuchs unter elf Geschwistern vor allem in Warbende auf, wo der Vater 1812 die Pachtung übernommen hatte. Er war ein Neffe des bekannten Kunstmalers Philipp Otto Runge. Daniel Runge (* 1806), Pastor in Woldegk, und der Arzt Wilhelm Runge (1808–1863) waren seine älteren Brüder. Seine Cousine Pauline  (1807–1887) war mit Wilhelm Mussehl verheiratet.
Runge studierte Humanmedizin an der Universität Jena und wurde hier 1840 zum Dr. med. promoviert. Als Student in Jena übernahm er die Herausgabe zweier Auflagen der von seinem Bruder Daniel zusammengestellten Auswahl Deutscher Lieder.
Nach seiner Promotion kehrte er nach Mecklenburg-Strelitz zurück und praktizierte zunächst in Woldegk und dann in Friedland.
1848 war er Abgeordneter des Vorparlaments der Frankfurter Nationalversammlung. Auch sein älterer Bruder Daniel Runge hatte sich in der 1848er Demokratiebewegung engagiert. Nach deren Scheitern wanderten Daniel und sieben weitere seiner Geschwister als Forty-Eighters in die USA aus. 
Adolf Runge war verheiratet mit Ida, geb. Strübing. Der Sohn des Paares Werner Runge (1855–1934) wanderte 1872 ebenfalls in die USA aus und wurde Amtstierarzt in Newark (New Jersey). Ein weiterer Sohn, Ulrich David Runge (1849–), wurde Offizier und Gestütsdirektor in Insterburg.

## Schriften
- De morbo de scarlievo. Jena 1840